# Bevaringsstatus
Bevaringsstatus er et middel til at vurdere graden af trussel mod udryddelse for en dyre- eller planteart.
Internationalt set benyttes World Conservation Union (IUCN)s rødliste.
I Danmark findes en lokal rødliste.
På Wikipedia indgår bevaringsstatus i infoboksen om dyr og visse planter.

## IUCN kategorier
For truede arter og arter der menes at være uddøde efter 1500 er definitionerne baseret på IUCN's (International Union for Conservation of Nature and Natural Resources) Rødliste-kategorier fra 1994-2000 ( version 2.3) og siden 2001 (version 3.1). Herunder ses en simplificeret oversigt over kategorierne.
- Lav risiko (LR): Arten er vurderet, men kvalificerer ikke som sårbar, truet eller kritisk truet. Denne kategori består af tre underkategorier. Kategorien blev ophævet i version 3.1 og underkategorierne blev lavet til kategorier eller samlagt med andre kategorier. Underkategorierne i version 2.3 er:  
  - Ikke truet (LC). Denne kategori indeholder almindelige arter, samt arter hvor der måske er grund til bekymring, selvom arten ikke i øjeblikket er direkte truet. Den er blevet til kategori (LC) i version 3.1. Eksempler på dyr i denne kategori kunne være leoparden og spækhuggeren.
  - Afhængig af bevaringsindsats (CD) Hvor en svækket bevaringsindsats kunne forrykke den økologiske balance, så arten flyttes over i en kategori for et højere risikoniveau. Denne underkategori blev samlagt med NT (næsten truet)  i version 3.1.
  - Næsten truet (NT) Arten er tæt på kvalificering som sårbar. Den er blevet til kategori (NT) i version 3.1.

- Truet:
  - Sårbar (VU): Der er en stor risiko for at arten uddør i vild tilstand på længere sigt. Et eksempel på en art i denne kategori kunne være den hvide haj.
  - Truet (EN): Arten er i meget stor risiko for at uddø i den nærmeste fremtid. Eksempler er blåhval og stor panda.
  - Kritisk truet (CR): Arten er i ekstremt stor risiko for at uddø nu. Et eksempel kunne være Sort næsehorn.
- Uddød:
  - Uddød i vild tilstand (EW): Der findes individer af arten i fangenskab, eller den kan være genudsat i nye miljøer, men arten er uddød i sit naturlige miljø. Udryddede arter er arter, der stadig findes i vild tilstand, men udenfor deres naturlige område. Et eksempel kunne være Przewalski-hesten.
  - Uddød (EX): Alle forsøg på at finde levende eksemplarer af arten er mislykkedes. Det sidste kendte individ af arten er død efter  år 1500. Eksempler er Tasmansk pungulv, moa og dronte.

- Utilstrækkelige data (DD): En art er kategoriseret som DD når der ikke er nok datamateriale til at vurdere bevaringsstatus, enten pga. mangel på data omkring populationsstørrelsen, truslerne mod populationen eller usikkerhed omkring nøjagtigheden af klassifikationen af arten. Et eksempel kunne være hajarten Kæmpemund, hvor man ikke kender populationens størrelse eller nøjagtige udbredelse.

## Andre kategorier
De følgende kategoriseringer er specifikke for Wikipedia. De dækker arter, der her falder udenfor IUCN's rødlistning.
- Ikke truet (SE) eller Tæmmet (DOM): Der er ingen umiddelbar risiko for at arten uddør. Denne gruppering overlapper med IUCN's kategori lc (ikke truet), men denne kategori er beregnet til mennesker og tæmmede dyr, f.eks. hund eller kat.
- Forhistorisk: Denne kategori hører til midt imellem Uddød og Kendes kun fra fossiler: Arten uddøde før år 1500. Mindst et dødt individ af arten findes i en ikke- eller semi-fossil tilstand (en betydelig del af det organiske materiale findes stadig). Denne kategori er specielt brugbar til arter indenfor human evolution. Eksempler på arter indenfor denne kategori er mammut og neandertaler.
- Kendes kun fra fossiler: Denne kategori er ikke en decideret bevaringsstatus, da arter herunder alle er uddøde og kun kendes fra fossiler. Eksempler på arter er Tyrannosaurus rex og Ammonitter.

Vær opmærksom på, at der i den videnskabelige litteratur normalt ikke skelnes mellem kategorierne Forhistorisk og Kendes kun fra fossiler. Generelt vil en art, hvor der er muligt at ekstrahere materiale til en Kulstof 14-datering blive klassificeret som forhistorisk. Nye undersøgelser har dog gjort det muligt at udvinde små mængder  organisk materiale fra fossile dinosaurarter, hvilket dog ikke har ændret disse arters klassifikation som fossile. Som tommelfingerregel er arter, der er uddøde indenfor de sidste 50-30.000 år klassificeret som forhistoriske.